# Corine Franco
Corine Cécile Franco (La Rochelle, 5 de outubro de 1983) é uma futebolista profissional francesa que atua como defensora.

## Carreira
Corine Franco fez parte do elenco da Seleção Francesa de Futebol Feminino, nas Olimpíadas de 2012.